# Lockne-Krater
Koordinaten: 63° 0′ 0″ N, 14° 48′ 59″ O
Der Lockne-Krater ist ein durch einen Meteoriteneinschlag entstandener, von der Erdoberfläche sichtbarer Impaktkrater, der sich ungefähr 21 Kilometer südlich der  Stadt Östersund in der schwedischen Provinz Jämtlands län befindet.
Der Durchmesser des Kraters beträgt 7,5 Kilometer, sein Alter wird auf 455 Millionen Jahre geschätzt (Oberes Ordovizium).
Es wird vermutet, dass der 16 Kilometer entfernte und 700 Meter breite Målingen-Krater gleichzeitig entstand.